# Ariadna perkinsi
Espèce
Ariadna perkinsi est une espèce d'araignées aranéomorphes de la famille des Segestriidae.

## Distribution
Cette espèce est endémique d'Hawaï. Elle se rencontre sur Oahu, Maui et Kauai.

## Description
Le mâle décrit par Giroti et Brescovit en 2018 mesure 7,0 mm et la femelle 6,8 mm, les femelles mesurent de 6,8 à 11,6 mm.

## Étymologie
Cette espèce est nommée en l'honneur de Robert Cyril Layton Perkins.

## Publication originale
- Simon, 1900 : Arachnida. Fauna Hawaiiensis, or the zoology of the Sandwich Isles: being results of the explorations instituted by the Royal Society of London promoting natural knowledge and the British Association for the Advancement of Science. London, vol. 2, p. 443-519 (texte intégral).